# 月静院
月静院（げっせいいん、生年不詳 - 天文14年10月24日（1545年11月28日））は、戦国時代前期の女性。織田信定の側室。

## 生涯
父親など家系は不明。織田信定の側室で、女子・秋悦院を産んだ。墓所は愛知県岩倉市の誓願寺で、同寺は秋悦院の嫁いだ織田信安が月静院を弔うために建立したといわれる。法名は月静院殿高誉性岸貞春大禅定尼。